# 赤岳 (飛騨山脈)
赤岳（あかだけ）は、飛騨山脈に位置する標高2,416メートルの山。長野県大町市にある。

## 概要
槍ヶ岳から樅沢岳へと伸びる西鎌尾根の途中から枝分かれした、硫黄尾根上に存在する。
崩壊が進み、鋭くなった山容が特徴的である。この尾根では鋭いピークが連続し、このピークの総称は「赤岳ジャンダルム群」と呼ばれる。

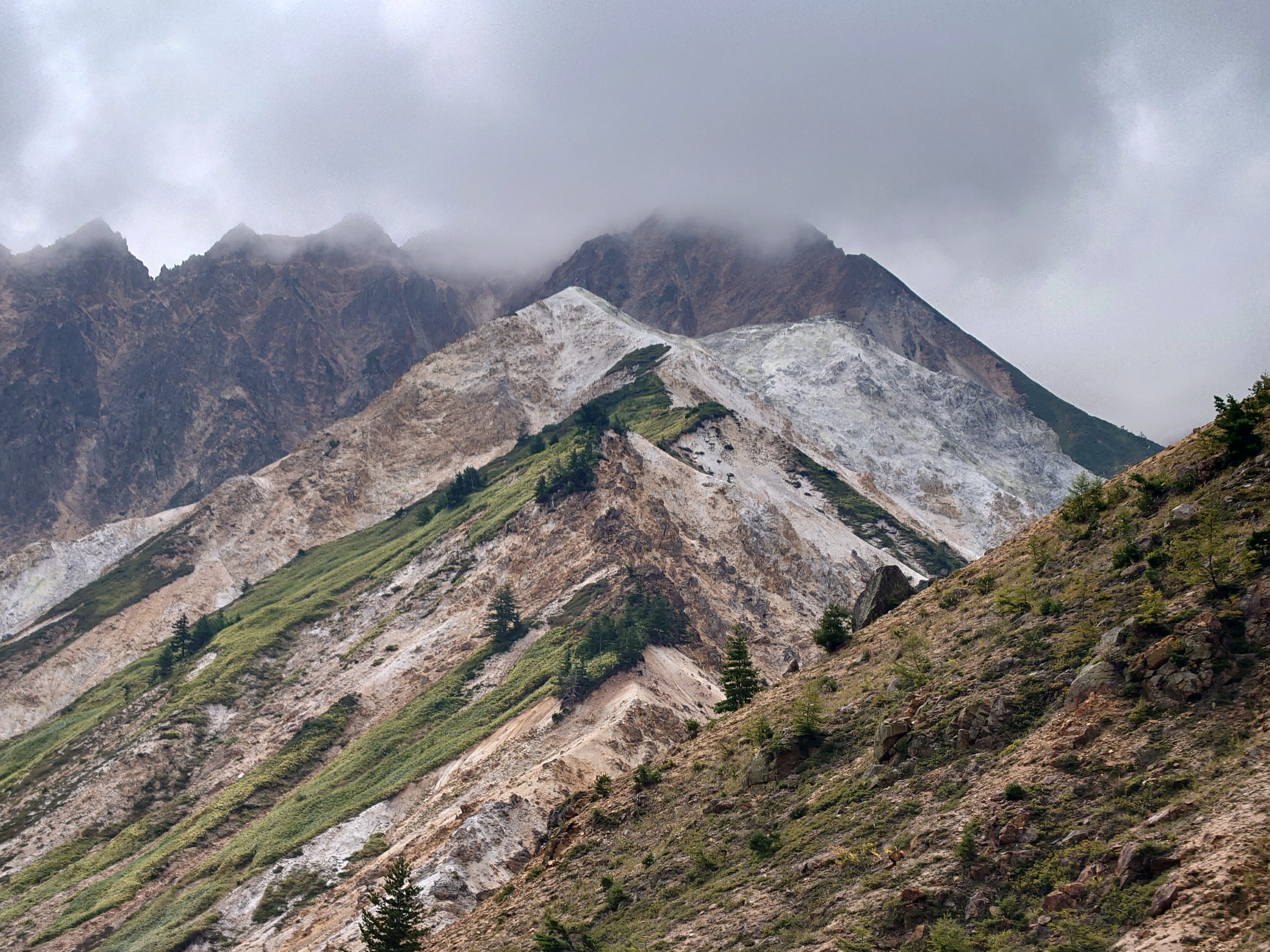
伊藤新道から見た2086mピーク　背後は赤岳

赤岳から北側に伸びる尾根の2086ｍピーク周辺は噴気地帯となっており、尾根西側の硫黄沢中部から上部にかけては噴気孔が発達し特に活発な噴気活動がみられる。

## 登山
硫黄尾根の崩壊が激しいため、登山道は存在しない。硫黄岳と同じように、新穂高温泉から登り、千丈乗越で下る又は、七倉ダムから湯俣温泉へと行き、水俣川を登って、千丈沢から直登するのが一般的。なお、厳冬期には硫黄尾根を縦走して登頂することもある。全体的にバリエーションルートとなっており、危険度は高い。

## 周辺の山
| 山容 | 名称   | 標高(m) | 赤岳との距離(km) | 備考             |
| ---- | ------ | ------- | ---------------- | ---------------- |
|      | 鷲羽岳 | 2,924   | 4.4              | 鷲羽池日本百名山 |
|      | 双六岳 | 2,860   | 4.0              |                  |
|      | 樅沢岳 | 2,755   | 2.2              |                  |
|      | 硫黄岳 | 2,553.8 | 2.0              |                  |
|      | 赤岳   | 2,416   | 0                |                  |
|      | 槍ヶ岳 | 3,180   | 3.4              | 日本百名山       |
|      | 南岳   | 3,033   | 5.9              | 大キレット       |